# Liste des présidents de la Société Saint-Jean-Baptiste
 (avril 2025).

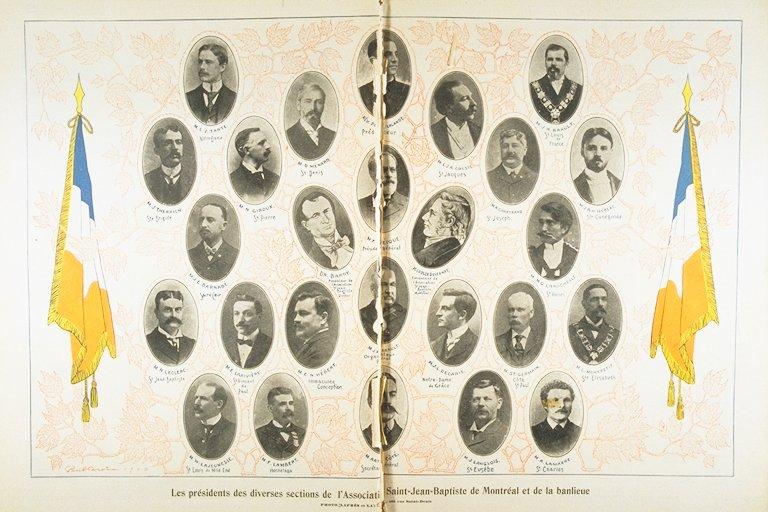
Les présidents des diverses sections de l'Association Saint-Jean-Baptiste de Montréal et de la banlieue. Image tirée de L'Album universel, vol. 20 no 61. pp. 186-187 (24 juin 1903)

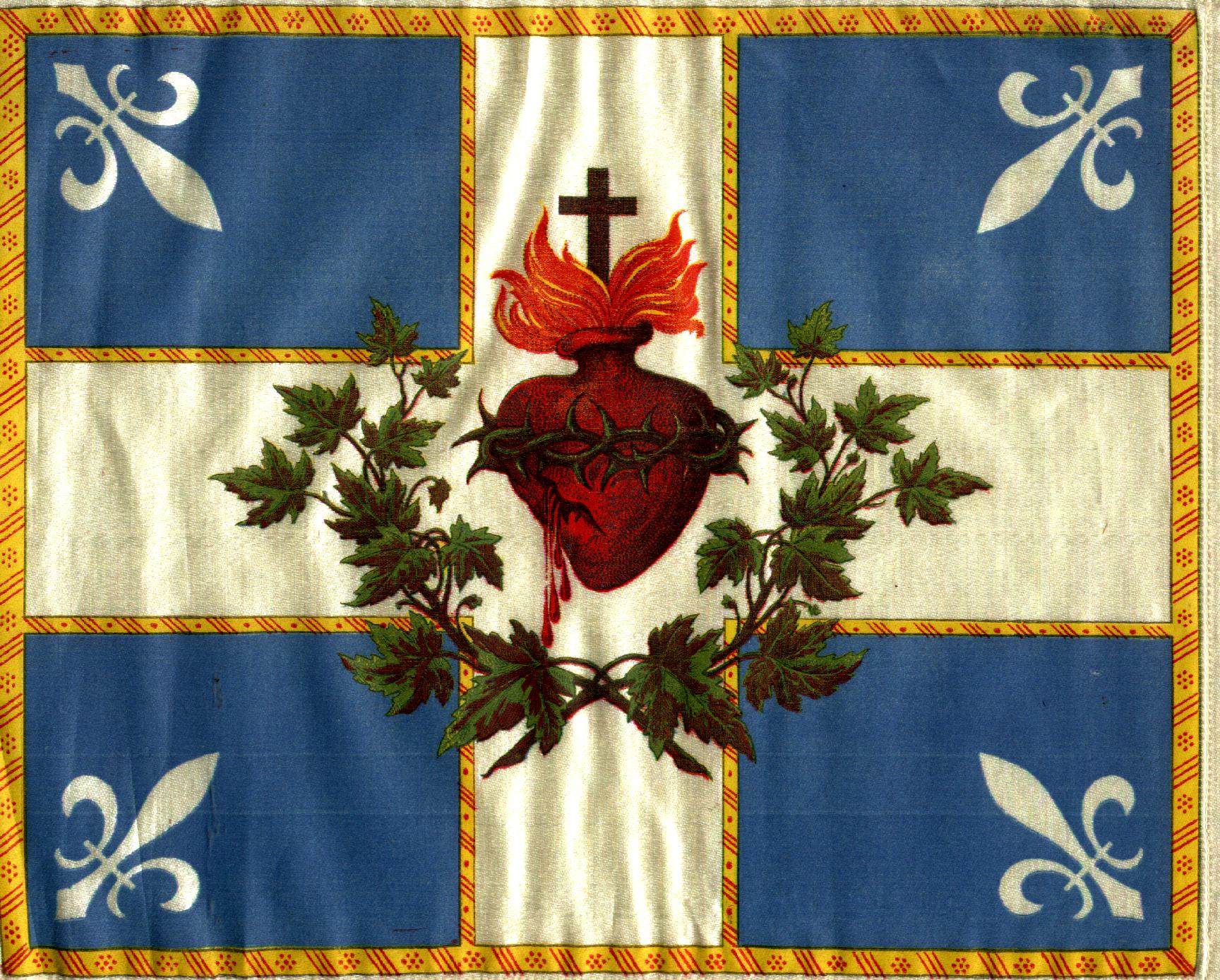
Le Carillon-Sacré-Cœur, drapeau traditionnel de la Société Saint-Jean-Baptiste

Voici la liste des présidents de la Société Saint-Jean-Baptiste de Montréal .

## XIXesiècle

### Première moitié
- 1834: Jacques Viger (1er)
- 1835: Honorable Denis-Benjamin Viger (2e)
- Hiatus pendant plusieurs années (1837 à 1842 environ ?)
- 1845: Honorable Joseph Masson (3e)
- 1846-47: Honorable Augustin-Norbert Morin (4e)
- 1848-49: Honorable Joseph Bourret (5e)

### Seconde moitié
- 1850: Édouard-Raymond Fabre (6e)
- 1851-52: Ludger Duvernay (7e)
- 1852-53: Côme-Séraphin Cherrier, c.r. (8e)
- 1854-55: Sir George-Étienne Cartier (9e)
- 1856: Jacques Viger (1er, de retour)
- 1857: Dr. Jean-Baptiste Meilleur (10e)
- 1858: Damase Masson (11e)
- 1859: Dr. Pierre Beaubien (12e)
- 1860: Honorable Frédéric-Auguste Quesnel (13e)
- 1861: Romuald Trudeau (14e)
- 1862: Honorable Georges-René Saveuse de Beaujeu (15e)
- 1863: Honorable Antoine-Olivier Berthelet (16e)
- 1864: Louis-Tancrède Bouthillier (17e)
- 1865-66: Honorable Pierre-Jean-Olivier Chauveau (18e)
- 1867-68: Charles-André Leblanc, c.r. (19e)
- 1869-70: Honorable Gédéon Ouimet (20e)
- 1871: Honorable Charles-Séraphin Rodier (21e)
- 1872-74: Honorable Charles-Joseph Coursol (22e)
- 1874: Sir Antoine-Aimé Dorion (23e)
- 1875: Jacques Grenier (24e)
- 1876: Louis Archambeault (25e)
- 1877: Dr. Jean-Philippe Rottot (26e)
- 1879: Honorable Jean-Baptiste Rolland (27e)
- 1880: Honorable Thomas-Jean-Jacques Loranger (28e)
- 1881: Napoléon Bourassa (29e)
- 1882: Honorable Louis Beaubien (30e)
- 1883: Jérémie Perrault (31e)
- 1884: Honorable Thomas-Jean-Jacques Loranger (28e)
- 1885-86: Adolphe Ouimet (32e)
- 1887: Dr. Emmanuel Persillier-Lachapelle (33e)
- 1888-92: Honorable Laurent-Olivier David (34e)
- 1893-98: Honorable Louis-Onésime Loranger (35e)
- 1899-1904: Honorable François-Ligori Beique (36e)

## XXesiècle

### Première moitié
- 1905: Joseph-Xavier Perrault (37e)
- 1905-1907: Sir Hormidas Laporte (38e)
- 1908-1911: Joseph-Charles Beauchamp (39e)
- 1911-1913: Thomas Gauthier (40e)
- 1913-14: Olivar Asselin (41e)
- 1914-15: Charles Duquette (42e)
- 1915-1924: Me Victor Morin (43e)
- 1924-25: Joseph-Victor Desaulniers (44e)
- 1925: Guy Vanier (45e)
- 1925: Léon Trépanier (46e)
- 1929: Guy Vanier (45e)
- 1930: Aimé Parent (47e)
- 1931: Victor-Elzéar Beaupré (48e)
- 1932: Ernest Brossard (49e)
- 1933: Victor Doré (50e)
- 1934: Joseph-Alfred Bernier (51e)
- 1935: Ernest Laforce (52e)
- 1937: Joseph Dansereau (53e)
- 1939: Louis-Athanase Fréchette (54e)
- 1943: Roger Duhamel (55e)
- 1945: Charles-Auguste Changnon (56e)
- 1946: Arthur Tremblay (57e)

### Seconde moitié
- 1950: Dr. J.-Alcide Martel (58e)
- 1951: J. Émile Boucher (59e)
- 1954: François-Eugène Therrien (60e)
- 1957: Paul Guertin (61e)
- 1960: Jean Séguin (62e)
- 1962: Paul-Émile Robert (63e)
- 1965: Me Yvon Groulx (64e)
- 1968: Dollard Mathieu (65e)
- 1969: François-Albert Angers (66e)
- 1973: Me Yvon Groulx (64e)
- 1973: André Trudeau (67e)
- 1974: Yvan Sénécal (68e)
- 1975: Jean-Marie Cossette (69e)
- 1976: Jean-Charles Desroches (70e)
- 1977: André Beauchamp (71e)
- 1977: Jean-Paul Champagne (72e)
- 1978: Jean-Marie Cossette (69e)
- 1980: Marcel Henry (73e)
- 1981: Gilles Rhéaume (74e)
- 1985: Jean-Marie Cossette (69e)
- 1986: Nicole Boudreau (75e)
- 1989: Jean Dorion (76e)
- 1994: François Lemieux (77e)
- 1997: Guy Bouthillier (78e)

## XXIesiècle
- 2003: Jean Dorion (76e, de retour)
- 2008: Mario Beaulieu (79e)
- 2014: Maxime Laporte (80e)
- 2020: Marie-Anne Alepin (81e)